# Bundesliga de 2006–07
A primeira divisão da Bundesliga de 2006–07 no futebol iniciou-se a 11 de Agosto de 2006, com partida entre Bayern Munique e Borussia Dortmund, jogo que terminou com placar de 2-0 para o Bayern, que era o atual campeão.
Dezoito equipes disputaram o campeonato em sistema de pontos corridos, com jogos de ida e volta, o que fez totalizar 34 partidas disputadas para cada time. Cada vitória atribuía três pontos ao vencedor e cada empate rendia um ponto para cada equipe. 
O campeão foi o VfB Stuttgart, ao decidir o título na última rodada com o Schalke 04. 
O artilheiro foi Theofanis Gekas, do VfL Bochum, com 20 golos marcados.
O melhor jogador foi Diego Ribas, do Werder Bremen

## Classificação final
| Pos. | Equipe                   | J  | V  | E  | D  | GM | GS | SG  | Pts |
| ---- | ------------------------ | -- | -- | -- | -- | -- | -- | --- | --- |
| 1    | VfB Stuttgart (C)        | 34 | 21 | 7  | 6  | 59 | 36 | 23  | 70  |
| 2    | Schalke                  | 34 | 21 | 5  | 8  | 53 | 31 | 22  | 68  |
| 3    | Werder Bremen            | 34 | 20 | 6  | 8  | 76 | 40 | 36  | 66  |
| 4    | FC Bayern München        | 34 | 18 | 6  | 10 | 55 | 40 | 15  | 60  |
| 5    | Bayer Leverkusen         | 34 | 15 | 6  | 13 | 54 | 49 | 5   | 51  |
| 6    | 1. FC Nürnberg           | 34 | 11 | 15 | 8  | 43 | 32 | 11  | 48  |
| 7    | Hamburger SV             | 34 | 10 | 15 | 9  | 43 | 37 | 6   | 45  |
| 8    | VfL Bochum               | 34 | 13 | 6  | 15 | 49 | 50 | −1  | 45  |
| 9    | Borussia Dortmund        | 34 | 12 | 8  | 14 | 41 | 43 | −2  | 44  |
| 10   | Hertha Berlin            | 34 | 12 | 8  | 14 | 50 | 55 | −5  | 44  |
| 11   | Hannover 96              | 34 | 12 | 8  | 14 | 41 | 50 | −9  | 44  |
| 12   | Arminia Bielefeld        | 34 | 11 | 9  | 14 | 47 | 49 | −2  | 42  |
| 13   | Energie Cottbus          | 34 | 11 | 8  | 15 | 38 | 49 | −11 | 41  |
| 14   | Eintracht Frankfurt      | 34 | 9  | 13 | 12 | 46 | 58 | −12 | 40  |
| 15   | VfL Wolfsburg            | 34 | 8  | 13 | 13 | 37 | 45 | −8  | 37  |
| 16   | FSV Mainz 05             | 34 | 8  | 10 | 16 | 34 | 57 | −23 | 34  |
| 17   | Alemannia Aachen         | 34 | 9  | 7  | 18 | 46 | 70 | −24 | 34  |
| 18   | Borussia Mönchengladbach | 34 | 6  | 8  | 20 | 23 | 44 | −21 | 26  |

| (C) | Campeão 2006/07                                                   |
|     | Classificado para a Liga dos Campeões da UEFA (Fase de grupos)    |
|     | Classificado para a Liga dos Campeões da UEFA (Fase eliminatória) |
|     | Classificado para a Copa da UEFA                                  |
|     | Classificado para a Copa Intertoto da UEFA                        |
|     | Despromovido para a 2. Bundesliga                                 |

Pos = Posição final, J = Jogos disputados, V = Vitórias conquistadas, E = Empates, D = Derrotas, GM = Golos marcados, GS = Golos sofridos, SG = Saldo de golos, Pts = Pontos

## Artilheiros

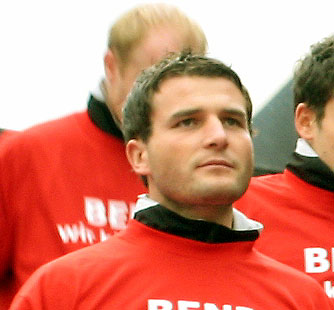
Alexander Frei

|   |               | Jogador         | Equipe            | Golos |
| - | ------------- | --------------- | ----------------- | ----- |
| 1 | Grécia        | Theofanis Gekas | VfL Bochum        | 20    |
| 2 | Suíça         | Alexander Frei  | Borussia Dortmund | 16    |
|   | Países Baixos | Roy Makaay      | Bayern Munich     | 16    |
| 4 | Alemanha      | Kevin Kurányi   | Schalke           | 15    |
| 5 | Alemanha      | Mario Gomez     | VfB Stuttgart     | 14    |
|   | Sérvia        | Marko Pantelić  | Hertha Berlin     | 14    |
|   | Roménia       | Sergiu Radu     | Energie Cottbus   | 14    |
|   | Egito         | Mohamed Zidan   | FSV Mainz 05      | 14    |